# Stefano Lilipaly
Stefano Lilipaly (Arnhem, 10 januari 1990) is een Nederlandse voetballer van Indonesische afkomst die als middenvelder speelt. Hij verruilde SC Cambuur in augustus 2017 voor Bali United. Lilipaly debuteerde in 2013 in het Indonesisch voetbalelftal.

## Carrière
Lilipaly speelde in de jeugd bij achtereenvolgens RKSV DCG, AZ en FC Utrecht. Hij debuteerde in het eerste elftal van laatstgenoemde club op 6 augustus 2011 in het betaald voetbal, uit tegen VVV-Venlo. Hij maakte op zondag 22 januari 2012 zijn eerste doelpunt in de Eredivisie, tijdens FC Utrecht-PSV (1-1).
Lilipaly tekende op 7 mei 2012 een tweejarig contract bij Almere City, dan actief in de Eerste divisie. Hier kwam hij meer aan spelen toe. Nadat begin 2014 en overgang naar Persija Jakarta afketste, liet hij zijn contract bij Almere City ontbinden en tekende hij bij Consadole Sapporo, op dat moment spelend in de J-League 2.
Lilipaly tekende in augustus 2015 een contract tot medio 2017 bij Telstar, dat hem na een proefperiode inlijfde. Hier kwam hij weer met regelmaat aan spelen toe. Lilipaly tekende in januari 2017 vervolgens een contract tot medio 2019 bij SC Cambuur. Hier bleef hij een half seizoen, waarin hij acht keer scoorde in zeventien competitiewedstrijden. Hij verruilde Cambuur in augustus 2017 voor Bali United. Met zijn club werd Lilipaly in 2019 landskampioen.

## Interlandcarrière
Lilipaly kwam uit voor Nederland -15, -16, -17 en -18 en maakte in juli 2013 zijn debuut in het Indonesisch voetbalelftal, in een oefenwedstrijd tegen het Filipijns voetbalelftal. Ook zijn neef Tonnie Cusell Lilipaly kwam uit voor het Indonesisch voetbalelftal.
| Interlands van Stefano Lilipaly voor Indonesië | Interlands van Stefano Lilipaly voor Indonesië | Interlands van Stefano Lilipaly voor Indonesië | Interlands van Stefano Lilipaly voor Indonesië | Interlands van Stefano Lilipaly voor Indonesië | Interlands van Stefano Lilipaly voor Indonesië |
| №                                              | Datum                                          | Wedstrijd                                      | Uitslag                                        | Type                                           | Doelpunten                                     |
| Als speler bij Telstar                         | Als speler bij Telstar                         | Als speler bij Telstar                         | Als speler bij Telstar                         | Als speler bij Telstar                         | Als speler bij Telstar                         |
| ---------------------------------------------- | ---------------------------------------------- | ---------------------------------------------- | ---------------------------------------------- | ---------------------------------------------- | ---------------------------------------------- |
| .                                              | 25 november 2016                               | Singapore – Indonesië                          | 1 – 2                                          | Zuidoost-Aziatisch kampioenschap 2016          | 85'                                            |